# Campionati europei di atletica leggera indoor 2011 - 400 metri piani maschili
La gara si è svolta il 4 e il 5 marzo 2011.

## Podio
| #       | Atleta           | Nazionalità | Tempo | Note                                     |
| ------- | ---------------- | ----------- | ----- | ---------------------------------------- |
| Oro     | Leslie Djhone    | Francia     | 45"54 | Miglior prestazione personale stagionale |
| Argento | Thomas Schneider | Germania    | 46"42 |                                          |
| Bronzo  | Richard Buck     | Regno Unito | 46"62 |                                          |

## Record
Prima di questa competizione, il record del mondo (RM), il record europeo (EU) ed il record dei campionati (RC) sono i seguenti:
| Record                | Prestazione | Atleta                        | Data                                         | Competizione                                       |
| --------------------- | ----------- | ----------------------------- | -------------------------------------------- | -------------------------------------------------- |
| Record mondiale       | 44"57       | Kerron Clement Stati Uniti    | 12 marzo 2005 Fayetteville, Stati Uniti      |                                                    |
| Record europeo        | 45"05       | Thomas Schönlebe Germania Est | 5 febbraio 1988 Sindelfingen, Germania Ovest |                                                    |
| Record dei campionati | 45"39       | Marek Plawgo Polonia          | 3 marzo 2002 Vienna, Austria                 | Campionati europei di atletica leggera indoor 2002 |

## Risultati

### Primo turno
I primi 2 di ogni batteria e i 2 migliori tempi si qualificano per le semifinali.

#### Batteria 1
| Pos. | Corsia | Nome          | Nazione     | Reazione | Tempo | Note             |
| ---- | ------ | ------------- | ----------- | -------- | ----- | ---------------- |
| 1    | 6      | Richard Buck  | Regno Unito | 0.176    | 46"57 | Q                |
| 2    | 5      | Yoan Décimus  | Francia     | 0.200    | 46"90 | Q                |
| 3    | 3      | Mark Ujakpor  | Spagna      | 0.166    | 47"31 | q                |
| 4    | 4      | Evgen Hucol   | Ucraina     | 0.175    | 47"81 |                  |
| 5    | 2      | Aram Davt'yan | Armenia     | 0.288    | 48"96 | Record nazionale |

#### Batteria 2
| Pos. | Corsia | Nome                | Nazione     | Reazione | Tempo | Note             |
| ---- | ------ | ------------------- | ----------- | -------- | ----- | ---------------- |
| 1    | 6      | Richard Strachan    | Regno Unito | 0.186    | 47"54 | Q                |
| 2    | 5      | Ansoumane Fofana    | Francia     | 0.306    | 47"89 | Q                |
| 3    | 3      | Marc Orozco         | Spagna      | 0.160    | 47"92 |                  |
| 4    | 2      | Endrik Zilbershtein | Georgia     | 0.239    | 48"07 | Record nazionale |
| 5    | 1      | Vladimir Krasnov    | Russia      | 0.283    | 48"10 |                  |
| 6    | 4      | Nil de Oliveira     | Svezia      | 0.197    | 48"64 |                  |

#### Batteria 3
| Pos. | Corsia | Nome              | Nazione   | Reazione | Tempo | Note                          |
| ---- | ------ | ----------------- | --------- | -------- | ----- | ----------------------------- |
| 1    | 6      | Thomas Schneider  | Germania  | 0.259    | 47"10 | Q                             |
| 2    | 2      | Clemens Zeller    | Austria   | 0.202    | 47"37 | Q                             |
| 3    | 4      | Serdar Tamaç      | Turchia   | 0.186    | 47"46 |                               |
| 4    | 5      | Brian Gregan      | Irlanda   | 0.222    | 47"63 |                               |
| 5    | 3      | Kristijan Efremov | Macedonia | 0.269    | 50"35 | Miglior prestazione personale |

#### Batteria 4
| Pos. | Corsia | Nome          | Nazione     | Reazione | Tempo | Note |
| ---- | ------ | ------------- | ----------- | -------- | ----- | ---- |
| 1    | 5      | Nigel Levine  | Regno Unito | 0.211    | 47"73 | Q    |
| 2    | 6      | David Gollnow | Germania    | 0.212    | 47"74 | Q    |
| 3    | 4      | Johan Wissman | Svezia      | 0.192    | 47"95 |      |
| 4    | 3      | Pavel Maslák  | Rep. Ceca   | 0.208    | 48"14 |      |
| 5    | 2      | Rasmus Mägi   | Estonia     | 0.277    | 48"49 |      |

#### Batteria 5
| Pos. | Corsia | Nome                   | Nazione   | Reazione | Tempo | Note |
| ---- | ------ | ---------------------- | --------- | -------- | ----- | ---- |
| 1    | 6      | Leslie Djhone          | Francia   | 0.193    | 46"63 | Q    |
| 2    | 5      | Dmitrij Burjak         | Russia    | 0.199    | 46"84 | Q    |
| 3    | 4      | Dmytro Ostrovskyj      | Ucraina   | 0.162    | 47"33 | q    |
| 4    | 2      | Emir Bekrić            | Serbia    | 0.180    | 48"34 |      |
| 5    | 3      | Nick Ekelund-Arenander | Danimarca | 0.206    | 48"55 |      |

### Semifinali
I primi 3 di ogni batteria si qualificano alla finale.

#### Semifinale 1
| Pos. | Corsia | Nome             | Nazione     | Reazione | Tempo | Note |
| ---- | ------ | ---------------- | ----------- | -------- | ----- | ---- |
| 1    | 6      | Leslie Djhone    | Francia     | 0.199    | 46"26 | Q    |
| 2    | 5      | Thomas Schneider | Germania    | 0.255    | 46"72 | Q    |
| 3    | 3      | Dmitrij Burjak   | Russia      | 0.221    | 47"09 | Q    |
| 4    | 4      | Nigel Levine     | Regno Unito | 0.175    | 47"17 |      |
| 5    | 1      | Mark Ujakpor     | Spagna      | 0.190    | 47"82 |      |
| 6    | 2      | Ansoumane Fofana | Francia     | 0.276    | 48"19 |      |

#### Semifinale 2
| Pos. | Corsia | Nome              | Nazione     | Reazione | Tempo | Note |
| ---- | ------ | ----------------- | ----------- | -------- | ----- | ---- |
| 1    | 5      | Richard Buck      | Regno Unito | 0.202    | 46"79 | Q    |
| 2    | 6      | Richard Strachan  | Regno Unito | 0.181    | 46"94 | Q    |
| 3    | 4      | Yoan Décimus      | Francia     | 0.215    | 46"98 | Q    |
| 4    | 3      | Clemens Zeller    | Austria     | 0.230    | 47"35 |      |
| 5    | 1      | Dmytro Ostrovskyj | Ucraina     | 0.192    | 47"58 |      |
| 6    | 2      | David Gollnow     | Germania    | 0.260    | 48"07 |      |

### Finale
| Pos. | Corsia | Nome             | Nazione     | Reazione | Tempo | Note                                     |
| ---- | ------ | ---------------- | ----------- | -------- | ----- | ---------------------------------------- |
| 1    | 6      | Leslie Djhone    | Francia     | 0.181    | 45"54 | Miglior prestazione personale stagionale |
| 2    | 3      | Thomas Schneider | Germania    | 0.175    | 46"42 |                                          |
| 3    | 5      | Richard Buck     | Regno Unito | 0.161    | 46"62 |                                          |
| 4    | 2      | Dmitrij Burjak   | Russia      | 0.139    | 46"70 |                                          |
| 5    | 4      | Richard Strachan | Regno Unito | 0.154    | 46"74 |                                          |
| 6    | 1      | Yoan Décimus     | Francia     | 0.190    | 46"91 |                                          |